# Kampungbaru (Penengahan)
Kampungbaru is een bestuurslaag in het regentschap Lampung Selatan van de provincie Lampung, Indonesië. Kampungbaru telt 678 inwoners (volkstelling 2010).